# Mi innamoravo di tutto
Mi innamoravo di tutto è una compilation di Fabrizio De André, pubblicata nel 1997 dalla Ricordi.

## Contenuti
Oltre a contenere una selezione di registrazioni antecedenti curata dallo stesso De André, l'album include una nuova versione de La canzone di Marinella registrata per l'occasione con Mina che, con la sua prima incisione del 1965, aveva sensibilmente contribuito a rendere popolare il brano e il nome stesso di De André. A tale proposito il cantautore in una nota riportata sulla copertina dell'album dichiara:

## Tracce
1. Coda di lupo – 5:25 (Fabrizio De André, Massimo Bubola)
2. La canzone di Marinella (feat. Mina) (nuova versione, 1997) – 5:04 (De André)
3. Sally – 4:50 (De André, Bubola)
4. La cattiva strada – 4:35 (De André, Francesco De Gregori)
5. Canto del servo pastore – 3:13 (De André, Bubola)
6. Bocca di rosa – 3:07 (De André)
7. Se ti tagliassero a pezzetti – 4:12 (De André, Bubola)
8. Jamin-a – 5:00 (De André, Mauro Pagani)
9. La canzone dell'amore perduto (live, 1991) – 3:47 (De André)
10. Il bombarolo – 4:21 (De André, Giuseppe Bentivoglio, Nicola Piovani)
11. Ave Maria – 5:26 (De André)

## Formazione
La canzone di Marinella (1997)
- Fabrizio De André – voce
- Mina – voce
- Massimiliano Pani – tastiere
- Alfredo Golino – batteria
- Massimo Moriconi – basso
- Danilo Rea – pianoforte